# Aba South
Aba South è una delle diciassette aree a governo locale (local government areas) in cui è suddiviso lo stato di Abia, nella Repubblica Federale della Nigeria. Si estende su una superficie di 49 chilometri quadrati e conta una popolazione di 423.852 abitanti.